# فلورنسا مود يونغ
فلورنسا مود يونغ (بالإنجليزية: Florence Maude Young)‏ هي مغنية أسترالية، ولدت في 2 أكتوبر 1870 في ملبورن في أستراليا، وتوفيت في 11 نوفمبر 1920 في East Melbourne ‏ في أستراليا.